# Taylor Schilling
Taylor Schilling (Boston, Massachusetts, 1984. július 27. –) amerikai színésznő.

## Fiatalkora
Bostonban született, 1984. július 27-én, Patricia és Robert J. Schilling gyermekeként.
Már gyerekként elkezdett színészkedni. A New York Egyetemre járt, de két év után otthagyta, hogy színészi meghallgatásokra járjon.

## Pályafutása
Leghíresebb szerepe Piper Chapman volt a Narancs az új fekete sorozatban, 2013 és 2019 között. Ezért a szerepért kétszer jelölték Golden Globe-díjra és egy alkalommal Primetime Emmy-díjra.

## Filmográfia

### Film
| Év   | Magyar cím                  | Eredeti cím            | Szerep              | Magyar hang        |
| ---- | --------------------------- | ---------------------- | ------------------- | ------------------ |
| 2007 | Sötét anyag                 | Dark Matter            | Jackie              |                    |
| 2011 | Atlasz megremegett: 1. rész | Atlas Shrugged: Part I | Dagny Taggart       | Bogdányi Titanilla |
| 2012 | Szerencsecsillag            | The Lucky One          | Beth Green          | Pálmai Anna        |
| 2012 | Az Argo-akció               | Argo                   | Christine Mendez    |                    |
| 2013 |                             | Stay                   | Abbey               |                    |
| 2015 | The Overnight               | The Overnight          | Emily               | Sallai Nóra        |
| 2017 |                             | Take Me                | Anna St. Blair      |                    |
| 2018 |                             | The Public             | Angela              |                    |
| 2018 | A Titán                     | The Titan              | Dr. Abigail Janssen | Molnár Ilona       |
| 2018 |                             | Family                 | Kate Stone          |                    |
| 2019 | Phil védőbeszéde            | Phil                   | Samantha Ford       |                    |
| 2019 | A csodagyerek               | The Prodigy            | Sarah Blume         | Bartsch Kata       |
| 2023 | A csontok királynője        | Queen of Bones         | Ida May             | Tarr Judit         |

### Televízió
| Év        | Magyar cím           | Eredeti cím                     | Szerep                     | Megjegyzések                                 |
| --------- | -------------------- | ------------------------------- | -------------------------- | -------------------------------------------- |
| 2009–2010 | Mercy angyalai       | Mercy                           | Veronica Flanagan Callahan | 22 epizód                                    |
| 2013–2019 | Narancs az új fekete | Orange Is the New Black         | Piper Chapman              | - 90 epizód - magyar hangja: - Tarr Judit    |
| 2016      | Tömény történelem    | Drunk History                   | Emily Warren Roebling      | 1 epizód                                     |
| 2020      |                      | Monsterland                     | Kate Feldman               | 1 epizód                                     |
| 2021      |                      | The Bite                        | Lily Leithauser            | 6 epizód                                     |
| 2022      | Pam és Tommy         | Pam & Tommy                     | Erica Gauthier             | minisorozat                                  |
| 2022–2023 | Pantheon             | Pantheon                        | Renee (hangja)             | - 14 epizód - magyar hangja: - F. Nagy Erika |
| 2023      | Kedves Edward        | Dear Edward                     | Lacey néni                 | főszereplő                                   |
| 2023      |                      | American Horror Story: Delicate | önmaga                     | 1 epizód                                     |
| 2024      | Vádlott              | Accused                         | April Harris               | 1 epizód                                     |